# Ignaberga församling
Ignaberga församling var en församling i Lunds stift och i Hässleholms kommun. Församlingen uppgick 2006 i Stoby församling.

## Administrativ historik
Församlingen har medeltida ursprung. 
Församlingen var till 1962 annexförsamling i pastoratet Vankiva och Ignaberga. Från 1962 till 2002 var den annexförsamling i pastoratet Stoby, Norra Sandby och Iganberga. Från 2002 till 2006 var den annexförsamling i Stoby pastorat med Stoby-Norra Sandby församling som moderförsamling. År 2006 uppgick församlingen i en återbildad Stoby församling.

## Kyrkor
- Ignaberga gamla kyrka
- Ignaberga nya kyrka